# Åsvägstekel
Åsvägstekel (Arachnospila fumipennis) är en stekelart som först beskrevs av Johan Wilhelm Zetterstedt 1838.  Åsvägstekel ingår i släktet Arachnospila, och familjen vägsteklar. Arten är reproducerande i Sverige.